# Oziothelphusa
Oziothelphusa es un género de crustáceos decápodos de la familia Parathelphusidae. 

## Especies
- Oziothelphusa dakuna
- Oziothelphusa gallicola
- Oziothelphusa hippocastanum
- Oziothelphusa intuta
- Oziothelphusa kodagoda
- Oziothelphusa mineriyaensis
- Oziothelphusa populosa

- Datos: Q2844020
- Multimedia: Oziotelphusa / Q2844020
- Especies: Oziotelphusa